# Li Hejun
Pour les articles homonymes, voir Li.
Li Hejun né en 1967  est un homme d'affaires chinois spécialisé dans les énergies renouvelables et le directeur d'Hanergy. Cette entreprise est spécialisée au niveau de l'énergie solaire.

## Biographie
Li Hejun a grandi dans la province du Guangdong.
En 2014, il devient la première fortune du pays, mais en 2015, son entreprise Hanergy connait une chute brutale de sa valorisation.
Il est arrêté le 17 décembre 2022 par les autorités chinoises, pour des soupçons de corruption et de montages financiers douteux.

## Vie personnelle
Il vit à Pékin, en Chine, avec sa femme, avec qui il a un enfant.